# Francisco Soler
Francisco Daniel Soler Tanco (ur. 23 sierpnia 1992) – portorykański zapaśnik w stylu wolnym. Olimpijczyk z Londynu 2012, gdzie zajął osiemnaste miejsce w kategorii 74 kg.  
Dwunaste miejsce na mistrzostwach świata w 2012. Piąty na mistrzostwach panamerykańskich w 2016 roku.